# Kedung Jati
Kedung Jati is een bestuurslaag in het regentschap Jombang van de provincie Oost-Java, Indonesië. Kedung Jati telt 3353 inwoners (volkstelling 2010).